# Yeh Dillagi
Yeh Dillagi (alternativer Titel Yeh Dillagi - The Game of Love) ist ein kommerziell erfolgreicher Hindi-Film von Naresh Malhotra aus dem Jahr 1994. Die Hauptrollen in dieser Liebesdreieckgeschichte spielen Kajol, Akshay Kumar und Saif Ali Khan. Der Film basiert auf Billy Wilders Sabrina.

## Handlung
Shimla: Die Söhne der reichen Saigal-Familie, Vijay und Vicky sind von Grund auf verschieden. Während Vijay sich um die Geschäfte der Saigal Industries kümmert, genießt der jüngere Bruder Vicky sein Leben in vollen Zügen. Er geht ständig auf Partys und verabredet sich mit verschiedenen Frauen. Für seine übereilten Taten übernimmt er keinerlei Verantwortung. Ständig hilft ihm sein Bruder aus der Patsche und nimmt ihn in Schutz. 
Auch Sapna, die Tochter des Chauffeurs der Saigals, rettet Vicky aus einer Notsituation und wird von ihm mit 100 Rupien belohnt. Sapna ist gekränkt, als er ihr dann auch noch vorwirft, dass sie einer niedrigeren Kaste angehört, schwört sie sich zu rächen: Sie zieht zu einer Freundin nach Bombay und wird zu einem reichen Topmodel.
Nachdem sie wieder nach Shimla zurückkehrt, verknallt sich Vicky sofort in die Schönheit, unwissend, dass er sie einst schwerst beleidigt hat. Mit Drogeneinfluss will er sie verführen. Aber Sapna durchschaut sein Spiel und wendet das Blatt. Sie liefert ihn anschließend daheim ab, wobei Vickys Mutter sie dabei sieht und sich falsche Gedanken macht. Deshalb wird Sapna von Vijay zur Rede gestellt. Weinend erzählt sie ihm was wirklich geschehen ist und kehrt nach Bombay zurück.
Vijay bekommt ein schlechtes Gewissen und will sich bei ihr entschuldigen. Deshalb reist er ihr nach und bittet sie um Verzeihung. Nach einiger gemeinsam verbrachter Zeit verlieben sich die beiden. Sie nehmen sich vor bei ihrer Rückkehr die Hochzeitspläne bekannt zu geben.
In Shimla ankommend erkennen Vijay und Sapna, dass Vicky über beide Ohren in Sapna verliebt ist und seitdem zu einem besseren Menschen geworden ist. Aufgrund dieser positiven Entwicklung und seiner Ernsthaftigkeit will Vijay seine Liebe für seinen Bruder opfern. Erschwerend kommt noch hinzu, dass Mrs. Saigal in Sapna keine würdige Schwiegertochter sieht.
Als sich alle Missverständnisse aufklären will sich Vicky nicht in den Weg seines älteren Bruders stellen und vereint ihn wieder mit Sapna. Auch wird Sapna freundlich in die Familie aufgenommen. Am Ende findet Vicky ein hübsches Mädchen am Wegrand sitzen und verguckt sich sofort in sie.

## Musik
| Songtitel             | Sänger/in                               |
| --------------------- | --------------------------------------- |
| Dekho Zara Dekho      | Lata Mangeshkar, Kumar Sanu             |
| Gori Kalai            | Lata Mangeshkar, Udit Narayan           |
| Honton Pe Bas         | Lata Mangeshkar, Kumar Sanu             |
| Lagi Lagi Dil Ki Lagi | Lata Mangeshkar, Udit Narayan, Abhijeet |
| Main Deewana Hoon     | Pankaj Udhas                            |
| Naam Kya Hai          | Lata Mangeshkar, Kumar Sanu             |
| Ole Ole               | Abhijeet                                |

Die Liedtexte schrieb Sameer. Das Lied Ole Ole wurde der erfolgreichste Hit des Films.

## Auszeichnungen
Nominierung bei den Filmfare Awards 1995
- Filmfare Award/Beste Hauptdarstellerin an Kajol
- Filmfare Award/Bester Hauptdarsteller an Akshay Kumar
- Filmfare Award/Beste Musik an Dilip Sen, Sameer Sen
- Filmfare Award/Bester Liedtext an Sameer für das Lied Ole Ole
- Filmfare Award/Bester Playbacksänger an Abhijeet für das Lied Ole Ole

Nominierung bei den Star Screen Awards (1995)
- Star Screen Award/Beste Hauptdarstellerin an Kajol